# بيتر روث (قاضي)
بيتر روث (بالإنجليزية: Peter Roth)‏ هو قاضي بريطاني، ولد في 19 ديسمبر 1952.